# 佐藤美香
佐藤美香（さとう みか、1973年4月8日 - ）は、大阪府交野市出身のクラシック音楽のピアニスト。

## 略歴
4歳よりピアノを始める。桐朋女子高等学校音楽科を経て、同大学ソリスト・ディプロマ・コース入学。1994年よりフランス国立パリ高等音楽院に留学。1997年に同学院を全教授一致の1等賞にて卒業。
これまでにヨーロッパ各地、モロッコ、日本各地でのリサイタルや室内楽の演奏会活動を行っており、アルノルト・カッツ指揮/ロシア国立交響楽団、アントニー・ヴィット指揮/ポーランド国立放送交響楽団、カジミエシュ・コルド指揮／ワルシャワ国立フィルハーモニー管弦楽団、タデウシュ・ストルガラ指揮／ウィーン・トーンキュンストラー管弦楽団、群馬交響楽団、日本フィルハーモニー交響楽団、東京フィルハーモニー交響楽団、大阪フィルハーモニー交響楽団、東京都交響楽団といったオーケストラと共演。また、パリ、およびドゥニシキ(ポーランド)のショパン音楽祭に招かれた他、アヌシーでの巨匠ジャン=イヴ・フレモー(サクソフォーン)との共演、ガミング(オーストリア)でのコンサート、オーヴェール音楽祭(フランス)出演のほか、サル・ガヴォー、サル・コルトー(パリ)、モスクワ音楽院大ホール、ワルシャワ国立フィルハーモニーホール、王子ホール、日本大学カザルスホール、紀尾井ホール、津田ホール、東京芸術劇場、東京文化会館、住友生命いずみホール、京都コンサートホールなどの内外の著名なホールに出演した。2010年より平成音楽大学客員教授に就任。

## 受賞歴
- 1987年 - 全日本学生音楽コンクール西日本大会中学校の部第1位。
- 1992年 - ピティナ・ピアノコンペティション特級金賞、あわせて文部大臣賞、日本テレビ杯、ミキモト賞、ロイヤルアカデミーオブミュージック留学賞受賞。
- 1993年 - 第63回日本音楽コンクール第2位、あわせて三宅賞受賞。
- 1994年 - ブルショロリー賞受賞（フランス国立パリ高等音楽院）。
- 1998年 - チャイコフスキー国際コンクールファイナリスト（第8位）ディプロマ賞受賞。
- 1998年 - ロン＝ティボー国際コンクールモファ賞(最優秀ショパン演奏賞)を受賞。
- 2000年 - ショパン国際ピアノコンクールinASIA派遣部門第1位。
- 2000年 - ショパン国際ピアノコンクール第6位。
- 2001年 - 第27回日本ショパン協会賞受賞。

## ディスコグラフィ
- 2004年8月20日 『My Favorite Chopin』 カメラータ・トウキョウ CMCD-28047[4]
- 2007年3月20日 『Virtuosity of Opera Paraphrases』 カメラータ・トウキョウ CMCD-28130[5]